# Lutherische Berge
Als Lutherische Berge bezeichnet man eine Landschaft am Südrand der Schwäbischen Alb, nordwestlich der Großen Kreisstadt Ehingen (Donau). Die Lutherischen Berge sind ein Teil der Mittleren Flächenalb, sie liegen im Winkel zwischen dem mittleren und unteren Schmiechtal im Alb-Donau-Kreis. Die Oberschwäbische Barockstraße führt östlich von Ehingen nach Blaubeuren, die Schwäbische Dichterstraße westlich von Ehingen nach Münsingen an den Lutherischen Bergen vorbei.
In den Lutherischen Bergen liegen die zur Gemeinde Allmendingen gehörenden Ortschaften Ennahofen, Grötzingen und Weilersteußlingen mit Ermelau. Auch die beiden zur Stadt Schelklingen gehörenden Schmiechtalorte Talsteußlingen mit 20 Einwohnern und Teuringshofen mit 30 Einwohnern zählen zum Gebiet. Ennahofen liegt am höchsten mit 750 m ü. d. M., eine dortige Aussichtswarte auf einer Kuppe mit 755 m. Der Höhenunterschied zu den Talorten beträgt etwa 150 Meter.
Der Name Lutherische Berge rührt daher, dass Herzog Ludwig von Württemberg hier nach dem Heimfall der Herrschaft Steußlingen als erledigtes Lehen 1581 die unter Martin Luther entstandene Reformation einführte, sodass bis heute ein Großteil der Bevölkerung protestantisch ist, während die umliegenden Orte katholisch blieben.